# Lista de prefeitos de Vera Mendes
Constam a seguir os administradores eleitos no município de Vera Mendes, criado pela Lei Estadual n.º 4.810 de 27 de dezembro de 1995 sancionada pelo governador Mão Santa e que foi instalado em 1º de janeiro de 1997.

## Prefeitos de Vera Mendes
| Ordem  | Lista de prefeitos do município   | Partido | Início do mandato     | Fim do mandato         | Cidade onde nasceu | Unidade federativa | Notas      |
| ------ | --------------------------------- | ------- | --------------------- | ---------------------- | ------------------ | ------------------ | ---------- |
| 1º     | Francisco da Mata Santana         | PPB     | 1º de janeiro de 1997 | 31 de dezembro de 2000 |                    |                    |            |
| 1º     | Francisco da Mata Santana         | PPB     | 1º de janeiro de 2001 | 31 de dezembro de 2004 | [ nota 1 ]         |                    |            |
| 2º     | José de Andrade Maia              | PP      | 1º de janeiro de 2005 | 31 de dezembro de 2008 | Picos              | Piauí              |            |
| 2º     | José de Andrade Maia              | PP      | 1º de janeiro de 2009 | 31 de dezembro de 2012 | Picos              | Piauí              | [ nota 2 ] |
| 3º     | Milton da Silva Oliveira          | PR PSD  | 1º de janeiro de 2013 | 31 de dezembro de 2016 | Itainópolis        | Piauí              |            |
| 3º     | Milton da Silva Oliveira          | PR PSD  | 1º de janeiro de 2017 | 31 de dezembro de 2020 | Itainópolis        | Piauí              | [ nota 3 ] |
| 4º     | Carlos José da Silva (Dr. Carlim) | PSD     | 1º de janeiro de 2021 | 31 de dezembro de 2024 | Picos              | Piauí              | [ 3 ]      |
| 4º     | Carlos José da Silva (Dr. Carlim) | PSD     | 1º de janeiro de 2025 | Em exercício           | Picos              | Piauí              | [ 4 ]      |
| Fonte: |                                   |         |                       |                        |                    |                    |            |

## Vice-prefeitos de Vera Mendes
| Ordem  | Lista de vice-prefeitos do município  | Partido | Início do mandato     | Fim do mandato         | Cidade onde nasceu | Unidade federativa | Notas      |
| ------ | ------------------------------------- | ------- | --------------------- | ---------------------- | ------------------ | ------------------ | ---------- |
| 1º     | Francisco Rodrigues das Graças        | PL      | 1º de janeiro de 1997 | 31 de dezembro de 2000 |                    |                    | [ nota 4 ] |
| 2º     | Silésia Helena Alencar Sampaio        | PFL     | 1º de janeiro de 2001 | 31 de dezembro de 2004 |                    |                    |            |
| 3º     | Dirceu da Silva Oliveira              | PP      | 1º de janeiro de 2005 | 31 de dezembro de 2008 | Itainópolis        | Piauí              |            |
| 3º     | Dirceu da Silva Oliveira              | PP      | 1º de janeiro de 2009 | 31 de dezembro de 2012 | Itainópolis        | Piauí              | [ nota 2 ] |
| 4º     | Maria das Dores Veloso da Costa Abreu | PTB     | 1º de janeiro de 2013 | 31 de dezembro de 2016 | Itainópolis        | Piauí              |            |
| 5º     | Valderito Daniel Martins              | PSD     | 1º de janeiro de 2017 | 31 de dezembro de 2020 | Itainópolis        | Piauí              |            |
| 5º     | Valderito Daniel Martins              | PSD     | 1º de janeiro de 2021 | 31 de dezembro de 2024 | Itainópolis        | Piauí              | [ nota 5 ] |
| 6º     | Dirceu da Silva Oliveira              | PSD     | 1º de janeiro de 2025 | Em exercício           | Itainópolis        | Piauí              |            |
| Fonte: |                                       |         |                       |                        |                    |                    |            |

## Vereadores de Vera Mendes
Relação ordenada conforme o número de mandatos exercidos por cada vereador a partir do ano de sua primeira eleição, observado sempre que possível a ordem alfabética.
| Lista de vereadores do município | Mandatos | Ano da eleição               | Cidade onde nasceu | Unidade federativa |
| -------------------------------- | -------- | ---------------------------- | ------------------ | ------------------ |
| Joaquim Gonçalves dos Santos     | 05       | 1996, 2000, 2004, 2008, 2012 | Itainópolis        | Piauí              |
| Domingos José de Sousa           | 05       | 2000, 2004, 2008, 2012, 2016 | Itainópolis        | Piauí              |
| Antônio da Vera                  | 04       | 1996, 2000, 2004, 2008       | Itainópolis        | Piauí              |
| Ernesto Martinho de Paulo        | 04       | 1996, 2000, 2004, 2008       | Itainópolis        | Piauí              |
| José Neto de Sousa               | 04       | 1996, 2000, 2004, 2008       | Itainópolis        | Piauí              |
| Antônia Noêmia de Sousa Carvalho | 04       | 2000, 2004, 2008, 2012       | Itainópolis        | Piauí              |
| Carlos José da Silva             | 04       | 2004, 2008, 2012, 2016       | Picos              | Piauí              |
| Luís Abreu Filho                 | 04       | 2008, 2012, 2016, 2020       | Vera Mendes        | Piauí              |
| Francisco da Vera Irmão          | 03       | 1996, 2000, 2004             | Itainópolis        | Piauí              |
| Francisco Rodrigues das Graças   | 03       | 2012, 2016, 2020             | Itainópolis        | Piauí              |
| Dirceu da Silva Oliveira         | 02       | 1996, 2000                   | Itainópolis        | Piauí              |
| João Rodrigues de Sousa          | 02       | 1996, 2004                   | Itainópolis        | Piauí              |
| Noêmio Ciro da Vera              | 02       | 2008, 2012                   | Vera Mendes        | Piauí              |
| Mirlene da Vera                  | 02       | 2012, 2016                   | Itainópolis        | Piauí              |
| Fabiano Francisco da Silva       | 02       | 2016, 2020                   | Itainópolis        | Piauí              |
| Fernando João de Sousa           | 01       | 1996                         |                    |                    |
| José de Souza Dozé               | 01       | 1996                         | Itainópolis        | Piauí              |
| Maria Petronília da Silva        | 01       | 2000                         | Itainópolis        | Piauí              |
| Andreia Sousa Sampaio Carvalho   | 01       | 2012                         | Simplício Mendes   | Piauí              |
| Adenilton Olavo da Silva         | 01       | 2016                         | Itainópolis        | Piauí              |
| Fábia da Silva Rodrigues         | 01       | 2016                         | Itainópolis        | Piauí              |
| Gilvan Lima Veloso               | 01       | 2016                         | Itainópolis        | Piauí              |
| Francisco Sandro Silva Borges    | 01       | 2020                         | Itainópolis        | Piauí              |
| Hermógenes Santos Oliveira       | 01       | 2020                         | Itainópolis        | Piauí              |
| Jean de Sousa                    | 01       | 2020                         | Isaías Coelho      | Piauí              |
| José Aires de Paulo              | 01       | 2020                         | Itainópolis        | Piauí              |
| Mauro da Rocha Batista           | 01       | 2020                         | Jaicós             | Piauí              |
| Mikael de Sousa Marques          | 01       | 2020                         | Picos              | Piauí              |
| Fonte:                           |          |                              |                    |                    |